# Štěpánovice u Tišnova
Štěpánovice (deutsch Stiepanowitz) ist eine Gemeinde in Tschechien. Sie liegt vier Kilometer nordwestlich von Tišnov und gehört zum Okres Brno-venkov.

## Geographie
Štěpánovice befindet sich am Übergang der Böhmisch-Mährischen Höhe zur Boskowitzer Furche. Das Dorf erstreckt sich am rechten Ufer der Svratka unterhalb der Einmündung des Baches Kalský potok. Nördlich erhebt sich die Jahodná (532 m), im Nordosten die Lysá (455 m), östlich die Kopanina (462 m), im Südosten Čimperek (345 m), Malá skála (387 m) und Dřínová (379 m), südlich der Dranč (407 m), im Westen der Křivoš (464 m) und nordwestlich der Babylon (505 m). Linksseitig der Svratka verläuft die Bahnstrecke Tišnov – Žďár nad Sázavou, dort liegt auch die Bahnstation Štěpánovice.
Nachbarorte sind Veselí und Brusná im Norden, Řepka und Šerkovice im Nordosten, Lomnička im Osten, Tišnov im Südosten, Předklášteří im Süden, Mezihoří, Střemchoví und Dolní Loučky im Südwesten, Horní Loučky und Zahrada im Westen sowie Nové Štěpánovice im Nordwesten.

## Geschichte
Štěpánovice entstand wahrscheinlich im 14. Jahrhundert. Benannt ist der Ort nach dem Gründer des Klosters Doubravník, Stephan de Lapide. Die erste schriftliche Erwähnung des Dorfes erfolgte im Jahre 1589 im Zuge seines Verkauf durch Johann von Pernstein an Paul Katharyn von Katharn. Štěpánovice gehörte zu dieser Zeit zusammen mit Zahrada zum Gut Drahonín der Herrschaft Pernstein. Katharyn veräußerte den Besitz 1592 an Hynek Brtnický von Waldstein, der das Dorf 1593 im Zuge eines Gütertausches dem Kloster Porta Coeli überließ. 1782 wurde das Kloster im Zuge der Josephinischen Reformen durch Kaiser Joseph II. aufgehoben und seine Güter unter die Verwaltung der böhmischen Krone gestellt. Diese verkaufte die Herrschaft Porta Coeli 1799 an Wilhelm von Mundy. 1821 veräußerte Johann von Mundy die Herrschaft an Friedrich Schell von Wittinghoff.
Nach der Aufhebung der Patrimonialherrschaften bildete Štěpánovice ab 1850 mit dem Ortsteil Zahrada eine Gemeinde im Brünner Bezirk und Gerichtsbezirk Tischnowitz. 1861 erwarb das Kloster St. Marienthal die Güter von der Witwe Schell. Seit 1896 gehörte die Gemeinde zum neu gebildeten Bezirk Tischnowitz. In der Dorfschule wurde 1899 eine Schulbibliothek eingerichtet. Im selben Jahre gründete sich die Freiwillige Feuerwehr. 1905 wurde die Eisenbahnstrecke von Nové Město na Moravě nach Tišnov in Betrieb genommen und auf der gegenüberliegen Flussseite eine Bahnstation eingeweiht. Im Jahre 1924 bestand das Dorf aus 55 Häusern und hatte 302 Einwohner. Im Jahre 1948 wurde Zahrada nach Kaly umgemeindet. Nach der Auflösung des Okres Tišnov kam die Gemeinde mit Beginn des Jahres 1961 zum Okres Brno-venkov. Zwischen 1980 und 1990 war das Dorf nach Tišnov eingemeindet. Seit 2004 führt Štěpánovice ein Wappen und Banner.

## Gemeindegliederung
Für die Gemeinde Štěpánovice sind keine Ortsteile ausgewiesen. Zu Štěpánovice gehört die Ansiedlung Nové Štěpánovice.

## Sehenswürdigkeiten
- Kapelle des hl. Cyrill und Method
- Kapelle der hl. Anna
- Aussichtsturm auf dem Babylon
- Aussichtsturm auf dem Křivoš
- mehrere Sühnesteine
- barocke Betsäule aus rotem Sandstein, geschaffen 1706
- zwei stillgelegte Steinbrüche, südlich des Dorfes